# Карастоянов, Асен
Асен Павлов Карастоянов (3 июня 1893, Самоков, Болгария — 8 сентября 1976, София, Болгария) — болгарский композитор, дирижёр, педагог, музыкальный теоретик. Лауреат Димитровской премии (1950), Народный артист НРБ (1963), Герой Социалистического Труда (1973).
Учился игре на флейте в Музыкальном училище Софии, продолжил музыкальное образование в Берлине у Павла Юона и в Лейпциге у Гюнтера Рафаэля. В Париже изучал композицию у Поля Дюка в Нормальной школе музыки и контрапункт у П. Ле Флема в Schola Cantorum. С 1933 года преподавал в Государственной музыкальной академии в Софии, с 1944 года — профессор по классу полифонии. Автор музыкально-сценических, хоровых, симфонических и инструментальных музыкальных произведений, массовых песен, книг и учебников по теории музыки. Книга «Полифоническая гармония» издана в переводе на русский язык.